# Alzola (Elgóibar)
Alzola, en euskera Altzola, es un barrio de la localidad guipuzcoana de Elgóibar en el País Vasco, España. Dista de Elgoibar 1,9 km y 2,3 km de Mendaro, todas ellas en el enclave de la comarca del Bajo Deva.

## Etimología del nombre
La etimología del topónimo "Alzola" viene de los términos eúscaros Altza, que significa aliso, y ola que significa "cabaña" o "ferrería", y también se ha solido usar en algunos topónimos con el significado de lugar. Por lo que "altzola" sería ferrería o cabaña de o entre alisos.

## Historia
Alzola se sitúa en un lugar estratégico del río Deva el cual ha marcado su historia. El Deva  fue navegable hasta  Alzola, donde existió un importante puerto comercial (aún quedan algunos restos). La importancia de este puerto estaba en que era el punto de embarque de la lana que procedía de Castilla y era exportada a Inglaterra y del mineral de hierro que procedía de Inglaterra y se distribuía por las ferrerías del entorno. Esta operación se realizaba con embarcaciones planas, llamadas gabarras. La lana que llegaba hasta Alzola se recogía a lomos de mulas y se trasladaba hasta Deva para embarcarla en barcos, realizándose la operación contraria con el hierro. Junto al hierro y la lana también se comercializaron otros productos como la sidra, importante en la lucha contra el escorbuto en la navegación por su contenido en vitamina C.
En 1846 se abrió el balneario, que se llamó "Balneario de Urberuaga de Alzola", gracias al manantial de aguas minero medicinales que brota al lado del río. El Balneario se convirtió en el motor económico de la población que llegó a tener hasta 10 hoteles y pensiones: Larrañaga, Boulevard, Alzola, Celaya, Albizkoa, Ituarte, Sebastiana, Leocadia, Juliana y Dolores.
En 1976 se cierra el balneario y se convierte e instala una planta embotelladora de agua. La empresa se mantiene activa hasta que entra en suspensión de pagos. En el año 2012 la compran nuevos inversores relanzándola con la marca "Alzola Basque Water".

## Urberuaga de Alzola

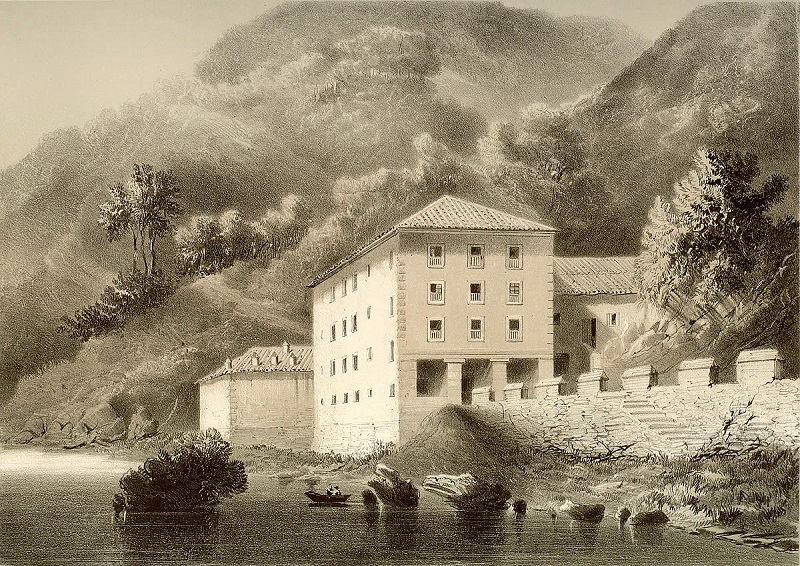
“Baños termales de Altzola”. Litografía de Pedro Pérez de Castro (1857).

El manantial de Urberuaga de Alzola (literalmente en euskera "sitio de agua caliente") es de una importancia fundamental para la historia y la economía de Alzola. La tradición popular cuenta que el manantial fue descubierto sobre el año 1776 gracias a que unos niños se bañaban en pleno invierno en las aguas del río Deva, en una zona donde el agua estaba templada.
Hay constancia que en el año 1802 ya se usaba el agua por sus propiedades minero medicinales. En 1843 esas aguas fueron declaradas de "utilidad pública". Tres años después, en 1846, se construyó el balneario que se llamó Urberoaga de Alzola. Una pequeña casa de baños, con cuatro bañeras y una piscina, con capacidad para 12 personas.
Las instalaciones se van ampliando por exigencias de la demanda llegando a tener más de 1000 visitantes por temporada entre finales del siglo XIX y principios del XX. En ese periodo las aguas de Alzola obtienen varios premios en certámenes internacionales, entre otros en la Exposición Universal Internacional de París en 1900 donde obtuvo las medallas de plata y bronce y la Exposición de Buenos Aires en 1911, donde fue merecedora del diploma de honor o la Medalla al Mérito otorgada por el rey Alfonso XII. 

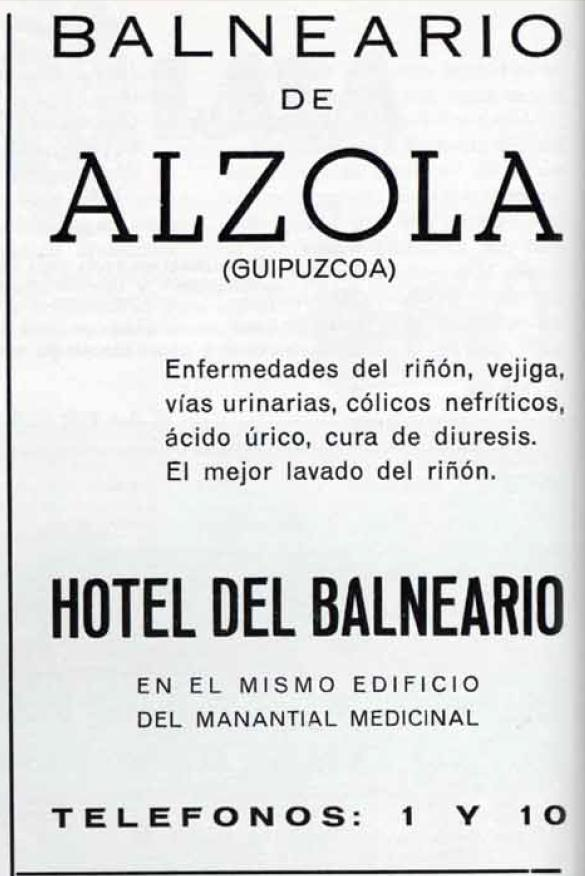
Cartel del Balneario del año 1964.

Las instalaciones crecen y se crea el llamado "Gran Balneario de Alzola", un magnífico edificio dotado con las más modernas técnicas balnearias y 130 habitaciones a orillas del río Deva. Durante la Guerra Civil el hotel balneario es convertido en hospital de sangre que albergó a ambos bandos, donde se dieron episodios de ataques mediante la utilización de diversos túneles que existían en sus sótanos, estando algunos de ellos sellados desde entonces.
En las décadas de los años 60 y 70 del siglo XX se produce una  crisis en el consumo de baños y su uso va bajando hasta que en 1976, debido a las fuertes inversiones necesarias para poner al día las instalaciones balnearias y hoteleras y la escasa demanda, cierra sus puestas reconvirtiéndose en empresa embotelladora de agua de mesa con la marca "Aguas Alzola". Dicha empresa entra en crisis y va a la suspensión de pagos en la primera década del siglo XXI y en el año 2012 la adquieren nuevos accionistas que relanzan la empresa con la marca "Alzola Basque Water".
Por las instalaciones del Balneario de Alzola han pasado importantes personajes, entre los que destaca Práxedes Mateo Sagasta quien fue cinco veces presidente del Gobierno de España o el jesuita escritor y periodista Luis Coloma (autor del cuento del Ratoncito Pérez) o la Duquesa del Infantado. Napoleón III llegó a reservar habitación en el año 1870, no llegó a acudir al balneario por culpa del desarrollo de la guerra franco-prusiana.
La escritora Carmen Martín Gaite, quien solía pasar temporadas con su familia en el balneario, basó en él su novela corta "El Balneario", que en 1954 ganó el Premio Café Gijón, y cuya trama transcurría en el mismo.
El balneario de Alzola, cuyas aguas son indicadas para el riñón y males renales, fue el más importante por afluencia de todo España.

### El agua
El agua que brota en Alzola proviene del macizo de Izarraitz situado a unos 23 km. Es un manantial termal muy regular en cuanto a temperatura, el agua brota a 29 °C, presión y flujo. El manantial se crea en un extracto del terreno de rocas calizas y magras. Por la temperatura del agua y la teoría del gradiente térmico, se estima que el agua brota desde una profundidad de 700 metros. El agua tarda en realizar el recorrido unos 25 años desde que precipita en la cima del macizo de Izarraitz hasta que aflora en Alzola.
Las propiedades organolépticas y físico–químicas, muy equilibradas en elementos químicos, hacen que sea especialmente indicada para el cuidado del riñón.

## Monumentos
En Alzola se encuentran las Torres de Alzola y Olaetxea, así como la casa Albizkoa, el palacio Aurretxe y el que fuera Hotel Zelaia.
- Casa Torre de los Alzola, del siglo XV, con un magnífico escudo esquinero ha sido utilizada para diferentes fines. En ella se reunió el pueblo después del incendio de 1560 para acordar la reedificación. En 1822 se fortificó. Ha sufrido varias transformaciones, en la actualidad es sede de la casa de cultura.[5]

## Datos estadísticos
- Habitantes: 164 (2018)
- Altitud: 120 m s. n. m.